# Shintaro Kojima
Shintaro Kojima (小島慎太郎. 7 de diciembre de 1963. Osaka, Japón) es un productor de videojuegos japonés. Fue uno de los principales productores de la serie de videojuegos de Capcom, Monster Hunter.

## Carrera
Se graduó del Departamento de Estudios Multimedia en 1988, ese mismo año se unió a Capcom como planificador. En 1998 trabajó en su primer videojuego para la compañía, Street Fighter Zero 3. En el año 2004, Capcom creó una nueva serie a la que llamó Monster Hunter, y Kojima se asoció rápidamente a esta nueva serie, convirtiéndose desde entonces en uno de los principales productores de cada entrega. Aunque en las entregas en las que estuvo mayormente involucrado fueron Monster Hunter G, Monster Hunter Tri, y finalmente su Opus magnum, Monster Hunter Generations.
También produjo en su totalidad el spin-off de la serie Lost Planet, E.X. Troopers en 2012.
En diciembre de 2019, Kojima anunció su retiro de la compañía por motivos personales, y que además se tomaría un descanso antes de reincorporarse al trabajo, aunque no especificó si buscará empleo en la industria de los videojuegos o fuera de ella.

## Trabajos
Desde su inicio trabajando en Capcom en 1998 hasta su renuncia en 2019, Kojima trabajó en los siguientes títulos:

### Como planificador
- Street Fighter Zero 3 (1998)
- SNK vs. Capcom: The Match of the Millennium (1999)
- Vampire Chronicle for Matching Service (2000)
- Super Street Fighter II Turbo (actualización, 2000)
- Mobile Suit Gundam: Federation vs. Zeon (2000)
- Capcom vs. SNK 2: Mark of the Millennium 2001 (2001)
- Auto Modellista (2002)
- Monster Hunter (2004)
- Monster Hunter Freedom (2006)
- Monster Hunter Freedom 2 (2007)
- Super Puzzle Fighter II Turbo HD Remix (2007)
- Monster Hunter Freedom Unite (2009)

### Como productor
- Monster Hunter (2004)
- Monster Hunter Tri (2010)
- E.X. Troopers (2012)
- Monster Hunter Generations (2015)
- Monster Hunter Generations Ultimate (2017)

### Otros trabajos
Títulos en los que ejecutó un rol sin especificar.
- Metal Gear Solid: Peace Walker (2010)
- Monster Hunter: World (2018)